# Rhopaea nigricollis
Rhopaea nigricollis är en skalbaggsart som beskrevs av Lea 1919. Rhopaea nigricollis ingår i släktet Rhopaea och familjen Melolonthidae. Inga underarter finns listade i Catalogue of Life.